# Spirit (MER)

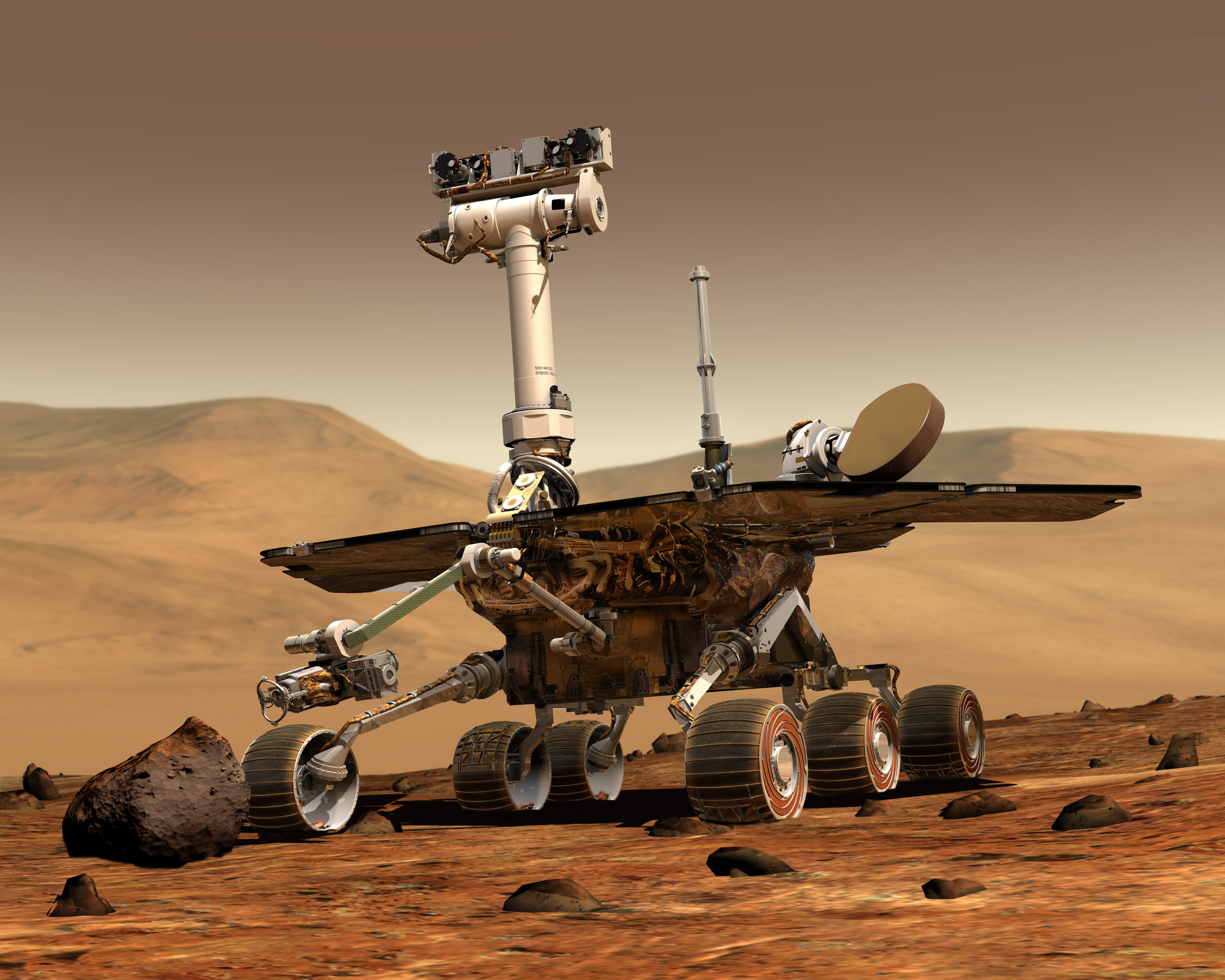
Computerillustratie van de Mars Exploration Rover op Mars.

De Spirit, officiële benaming MER-A (Mars Exploration Rover - A), is een onbemand robotwagentje dat op 10 juni 2003 door NASA naar Mars werd gestuurd om wetenschappelijk onderzoek te verrichten. Hij landde op 4 januari 2004 in de Gusevkrater op Mars.
Tegelijk werd er een tweede Mars Exploration Rover naar Mars gestuurd, de Opportunity, die drie weken later dan de Spirit landde aan de andere kant van de planeet.
Het plan was dat de beide robotwagentjes een missie zouden uitvoeren van 90 sol, dus 90 Mars-dagen (ongeveer drie maanden). De Spirit bleef echter actief tot 1 mei 2009, ruim 5 jaar na de landing (ruim 21 keer langer dan verwacht). De Spirit onderzocht een gebied van ruim 7 kilometer in plaats van de geplande 1 kilometer. De eerste bevindingen van de missie werden gepubliceerd in een speciale editie van het tijdschrift Science.
Op 22 maart 2010 verloor NASA het contact met de Spirit. Ruim een jaar later, op 25 mei 2011, heeft NASA de missie beëindigd.
Het Mars Exploration Rover project is een onderdeel van NASA's Mars Exploration Program (Onderzoeksprogramma Mars). Het Mars Exploration Rover project wordt voor NASA beheerd door het Jet Propulsion Laboratory van het California Institute of Technology.

## Doelstellingen
Het voornaamste doel is het zoeken naar bewijs dat er water op Mars aanwezig is of aanwezig is geweest. De aanwezigheid van water is een van de belangrijkste voorwaarden voor het ontstaan van leven zoals wij dat kennen. De robotwagentjes zullen echter niet zoeken naar aanwijzingen van eventuele aanwezigheid van (voormalig) leven.

## Ontwerp en bouw

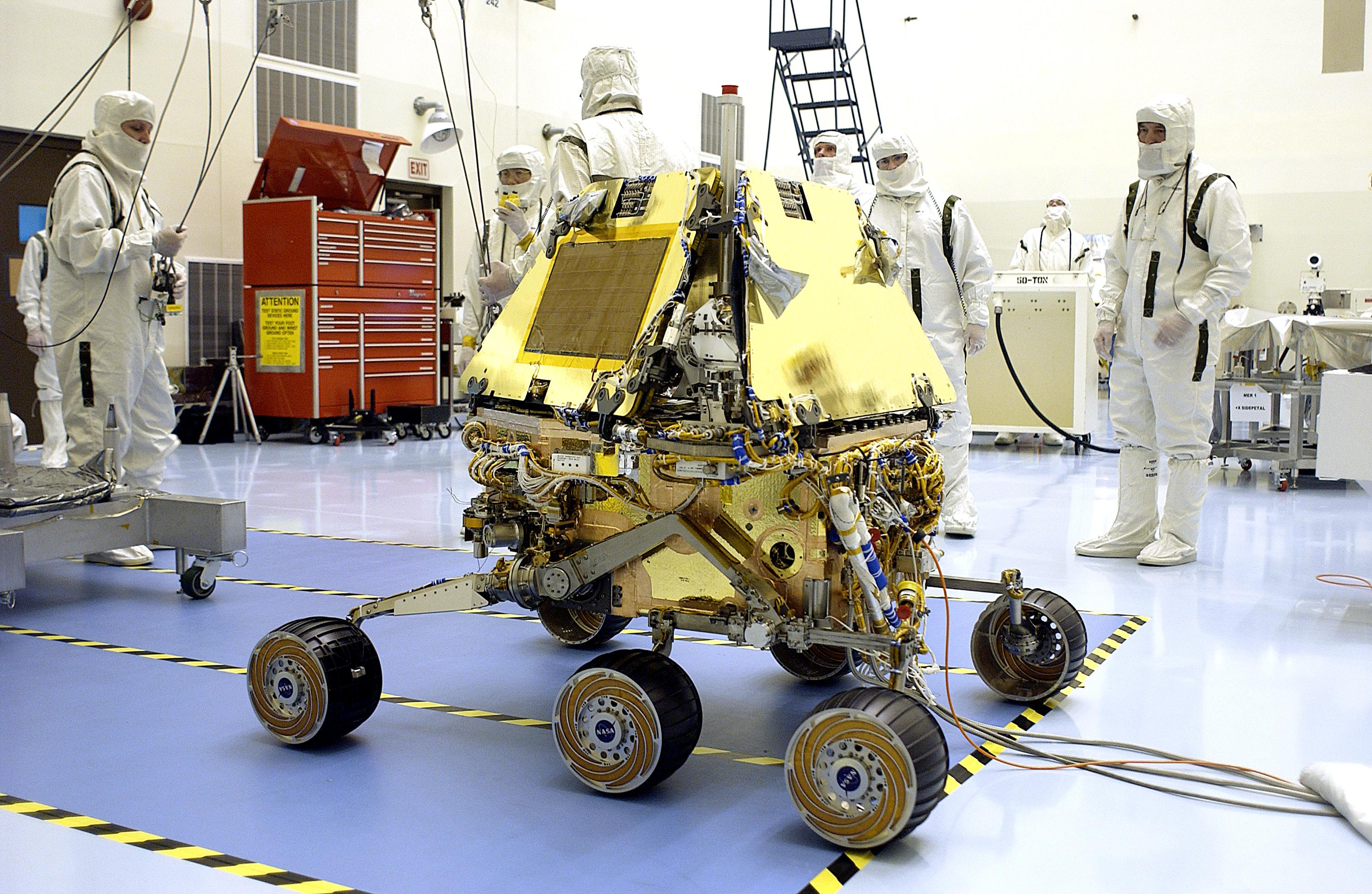
De MER's worden getest op aarde (maart 2003).

De Spirit is, evenals de Opportunity, een robotwagentje met zes wielen, dat wordt aangedreven door zonne-energie. Hij is 1,5 meter hoog, 2,3 meter breed en 1,6 meter lang en weegt 180 kilo. Door een speciaal wielophangingsysteem kan het over zeer ruw terrein rijden. De wielen hebben elk hun eigen motor en kunnen onafhankelijk van elkaar draaien en bewegen. Het voertuig kan zowel aan de voor- als achterzijde worden bestuurd en kan hellingen nemen van 30 graden. De maximumsnelheid is 50 millimeter per seconde, de gemiddelde snelheid bedraagt echter ongeveer een vijfde hiervan.
De MER's verkrijgen hun energie door middel van zonnepanelen. Deze leveren ongeveer 140 watt voor maximaal vier uur per sol (Marsdag) en oplaadbare batterijen slaan energie op voor de nacht. Het robotwagentje kan functioneren tussen -40 °C tot +40 °C. Ingebouwde verwarmingselementen houden het wagentje op temperatuur.
De Mars Exploration Rover beschikt over onder meer de volgende apparatuur: een panoramische camera, een navigatiecamera en een infrarode spectrometer (om de samenstelling van gesteenten op afstand te bepalen).
De arm van de MER bevat de volgende instrumenten: een microscoop met camera, verschillende spectrometers (voor het analyseren van gesteenten en bodemsoorten), magneten (voor het verzamelen van magnetische stofdeeltjes) en een "RAT" (Rock Abrasion Tool, een apparaat voor het afschuren van stenen).
De MER verstuurt foto's en onderzoeksgegevens naar aarde. De MER's beschikken over twee soorten antennes (een rondstraalantenne en een stuurbare gerichte antenne) die in direct contact met de aarde staan. Daarnaast kan de communicatie met de Aarde verlopen via de 2001 Mars Odyssey, een kunstmatige satelliet die sinds 24 oktober 2001 in een baan om Mars draait en via de ruimtesonde Mars Global Surveyor die tot 2006 om Mars draaide.

### Interplanetair 9/11 monument
De unit waarop de Amerikaanse vlag is afgebeeld is gemaakt van aluminium dat afkomstig is uit het puin van het World Trade Center in New York dat op 11 september 2001 door terroristen werd vernietigd.

## De naam
De namen van de Mars Exploration Rovers Spirit en Opportunity werden gekozen op basis van een opstelwedstrijd voor scholieren die door NASA gesponsord werd.
De wedstrijd werd gewonnen door de uit Rusland afkomstige Sofi Collins (9 jaar oud), die schreef dat in Amerika al haar dromen uitkwamen. Ze sloot af met "Thank you for the "Spirit" and the "Opportunity"" (Dank voor de levenskracht/mentaliteit en de gelegenheid/mogelijkheid/kans).
Daarvoor werden de Mars Exploration Rovers simpelweg aangeduid met MER-1 en MER-2

## De missie

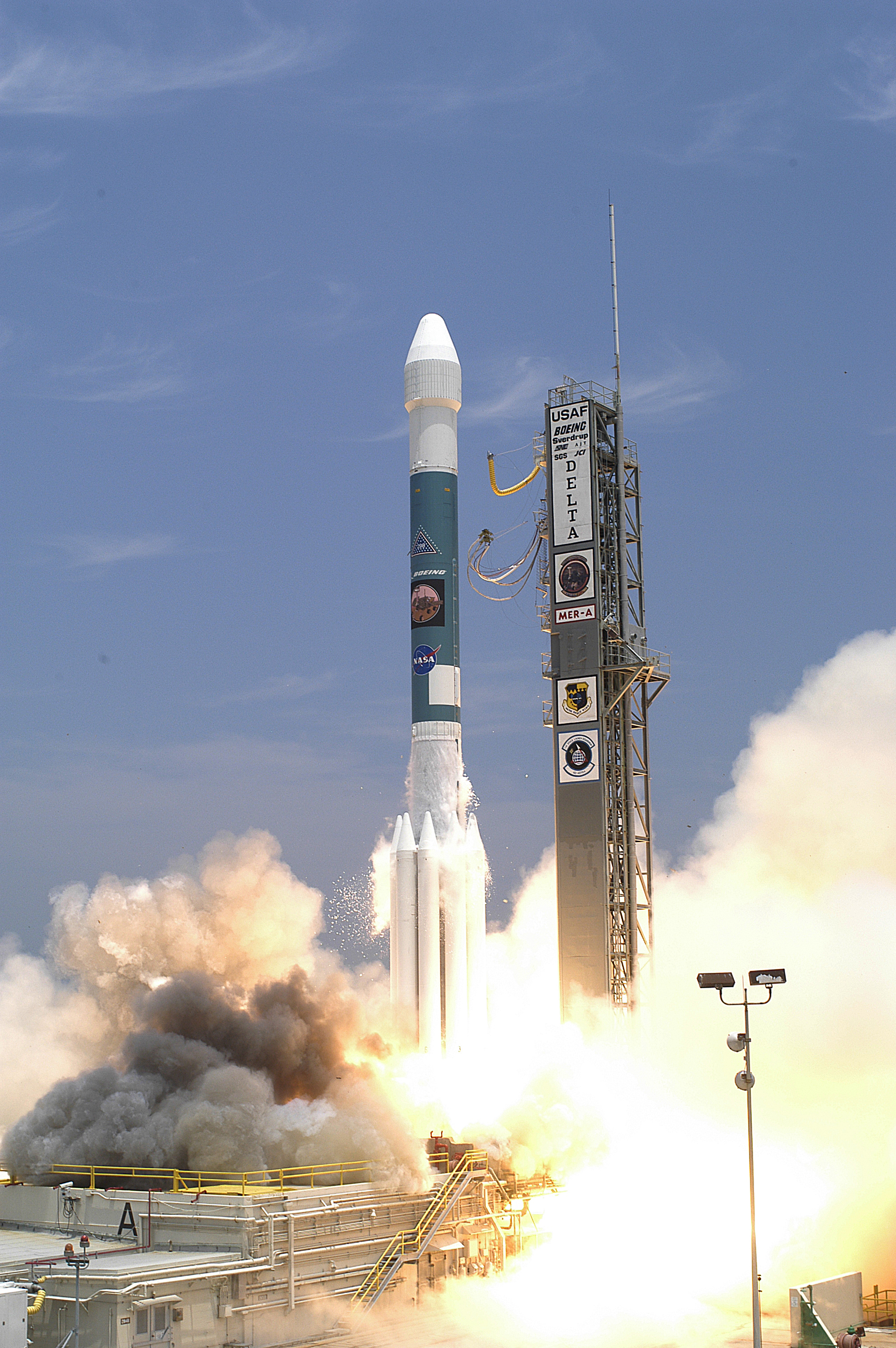
Delta II raket wordt gelanceerd vanaf CCAFS SLC-17A met de MER-A aan boord (10 juni 2003).

De eigenlijk misie op het oppervlak van Mars zou volgens plan 90 sols (Marsdagen) duren, ongeveer 3 maanden. Na die tijd zou stof de zonnepanelen geheel bedekken, waardoor de energievoorziening te laag zou worden. De wind blies echter met enige regelmaat het stof weer van de zonnepanelen af. Het robotwagentje bleef hierdoor functioneren, waardoor de missie verschillende keren werd verlengd. De Spirit bleef ruim 5 jaar en drie maanden actief op Mars.

### Landing in de Gusevkrater

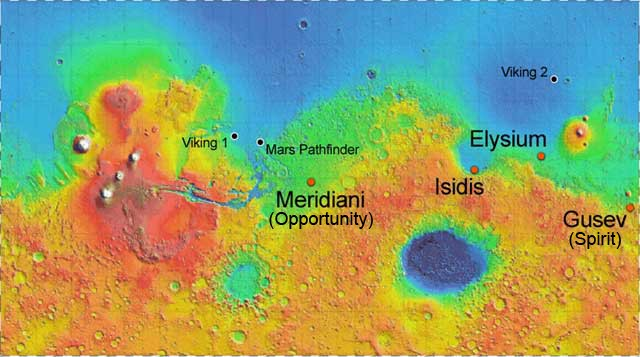
Locatie van de Spiritlandingsplaats op Mars

De Spirit landde op 4 januari 2004 (4:35 UTC, MSD 46216 3:35 AMT, 26 Tula 209 volgens de Darische kalender) in de Gusevkrater op Mars, op ongeveer 10 kilometer van de beoogde landingsplek. De Gusevkrater is een inslagkrater van een enorme omvang (de diameter is ongeveer 166 kilometer). De wetenschappers hadden de krater gekozen omdat het landschap mede gevormd leek te zijn door vloeibaar water en de krater mogelijk een meer was geweest.

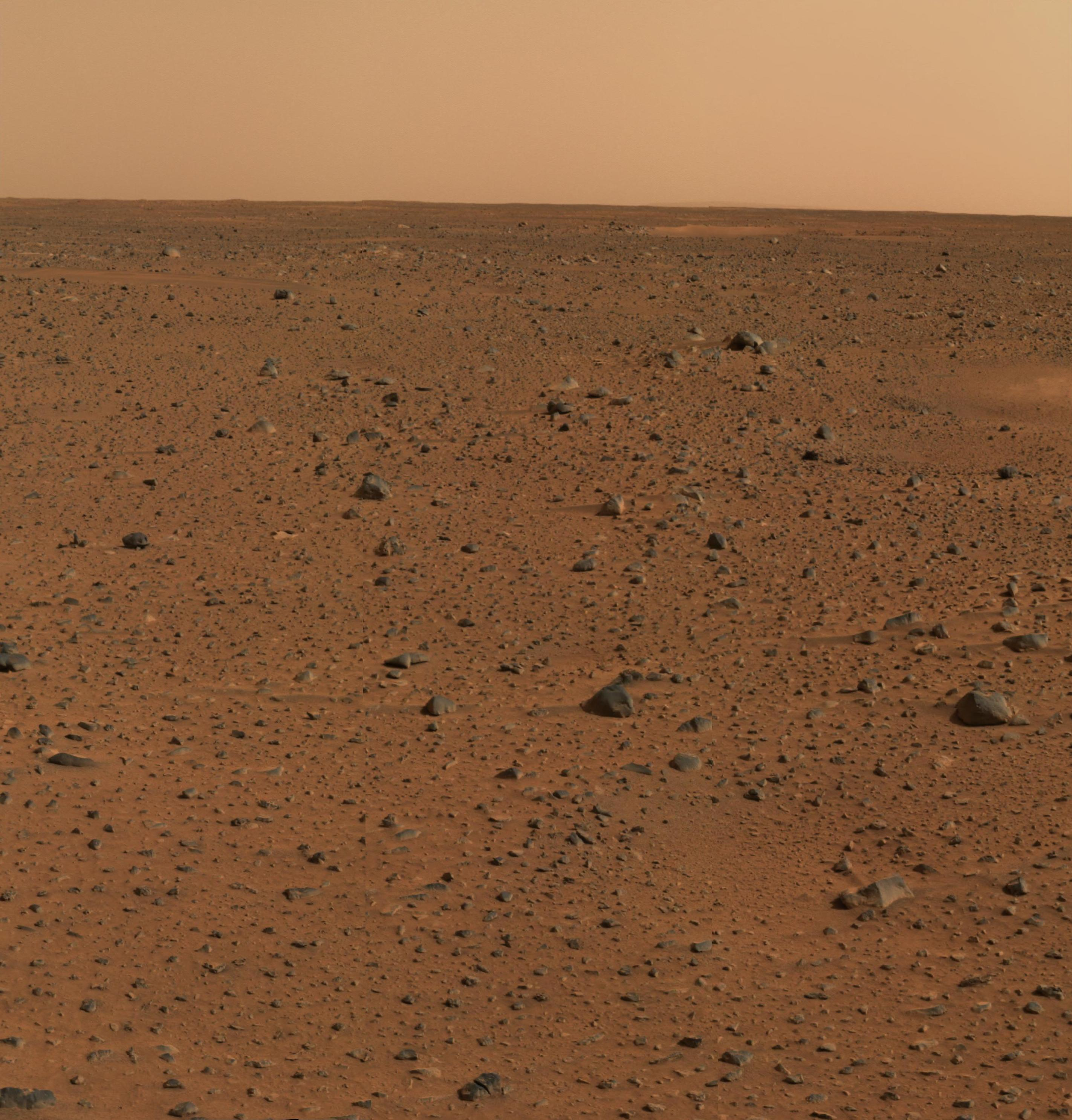
De eerste kleurenafbeelding, samengesteld uit foto's door de Spirit (6 januari 2004).

Het MER-team noemde de landingsplaats Columbia Memorial Station. De Spirit begon meteen na de landing panoramafoto's te nemen. Op basis van deze eerste foto's selecteerden de onderzoekers veelbelovende geologische doelen voor nader onderzoek.
Het landschap was vrij vlak, licht golvend, bezaaid met stenen en met heuvels aan de horizon. Een van de eerste bestemmingen was een kleine krater (9 meter breed) op 12 meter ten noorden van de landingsplaats. Deze kreeg de naam Sleepy Hollow.

### Softwareprobleem
Op 21 januari 2004 stopte Spirit plotseling met het communiceren met de missieleiding. De volgende dag bevestigde hij met een korte piep over de radio dat hij een bericht van de aarde had ontvangen, maar dat hij zich in een foutmodus bevond. Twee dagen later verzond Spirit technische gegevens via de Mars Odyssey. Het bleek dat het probleem werd veroorzaakt door het flashgeheugen en een te groot aantal bestanden in het bestandssysteem. De programmeurs verwijderden enkele onnodige bestanden en herformatteerden het gehele flashgeheugen. Op 6 februari functioneerde de marswagen weer normaal en werd het wetenschappelijke onderzoek hervat.

### Onderzoek aan stenen
Diezelfde dag gebruikte de Spirit voor het eerst zijn robotarm voor het afslijpen van een stuk rots. Hij maakte een gat in de rots van 45,5 millimeter in diameter en van 2,65 millimeter diep. Hij bracht zo het binnenste van de rots aan de oppervlakte voor nader onderzoek.

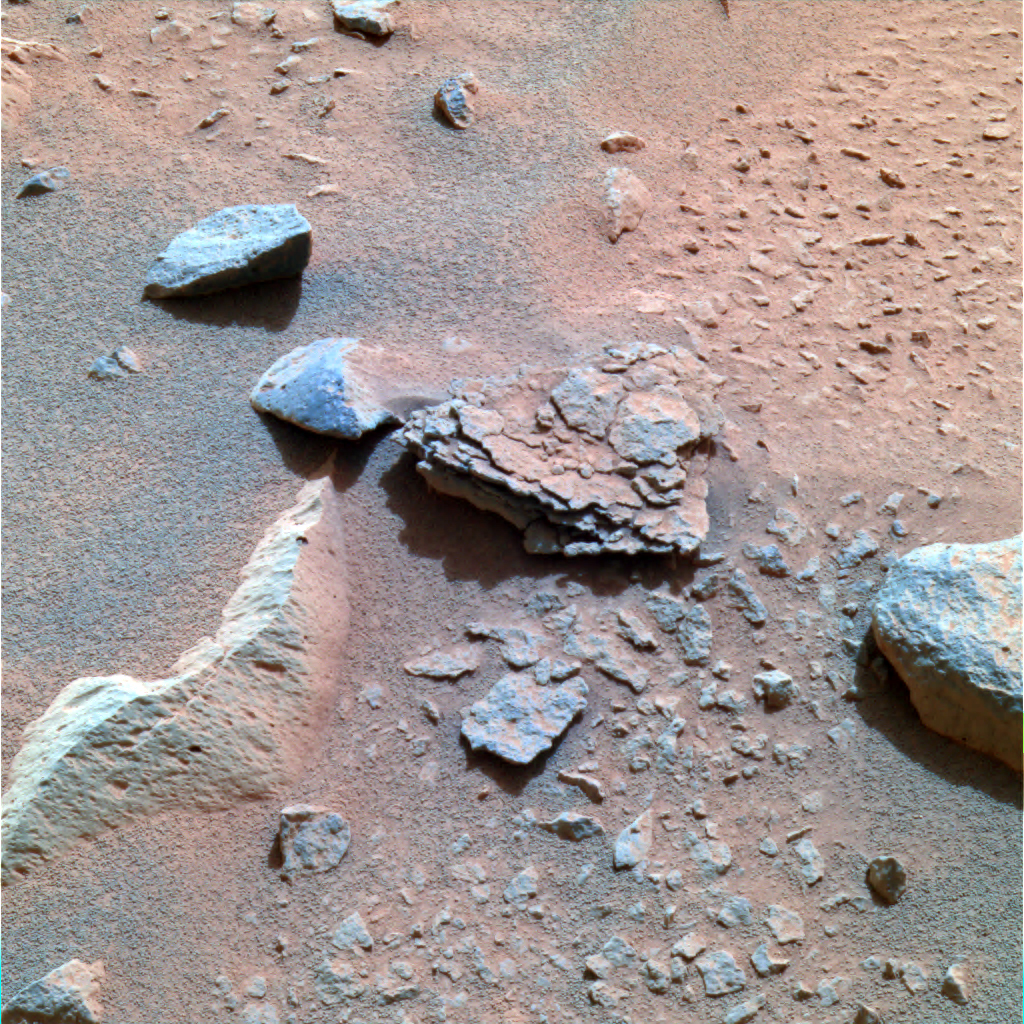
Afbeelding van de Mimi steen (valse kleuren).

Op 13 februari nam Spirit een foto van de Mimi steen in het "Stone Council" gebied. Er liggen hier zeer veel stenen, maar de Mimi steen is zeer schilferig en wijkt daarmee af van alle stenen die tot dan toe waren gezien in de Gusevkrater. Men weet niet of het was veroorzaakt door sterke druk, een harde stoot, of de werking van water op een duin.
Op 5 maart 2004 maakte NASA bekend dat Spirit aanwijzingen voor water op Mars had gevonden in een steen die "Humphrey" was genoemd. Het leek op vulkanisch gesteente waarin een beetje vocht zat. In tegenstelling tot de stenen die werden aangetroffen door het robotwagentje Opportunity, was deze steen gevormd door magma en had het daarna glanzend materiaal in smalle spleten gekregen, dat eruitzag als gekristalliseerde mineralen. De hypothese was dat de mineralen waren opgelost in water.

### Kraters en duinen
Op 11 maart 2004 bereikte de Spirit de Bonnevillekrater (die ongeveer 200 meter breed en 10 meter diep is). Het robotwagentje reed langs de zuidelijke rand en vervolgde zijn weg naar het zuidwesten, richting de Columbiaheuvels.
De Spirit passeerde vervolgens de Missoulakrater en de Lahontankrater. Ten zuidwesten hiervan lag een lang, kronkelend zandduin. Hier moest de Spirit omheen, want door het losse zand van de duinen ontstond het risico dat de wielen zouden vastlopen.

### De Columbiaheuvels
Aan de voet van de Columbiaheuvels onderzocht Spirit "West Spur", "Hank's Hollow", "Pot met goud", een steen met een vreemde vorm, en "Wooly Patch". Daarna reed Spirit naar het zuiden de heuvel op en onderzocht onder meer de Clovissteen. Daarna lag de communicatie met Spirit ongeveer drie weken stil door de conjunctie met de Zon (de Zon staat dan precies tussen de Aarde en Mars in).
De Mars Exploration Rover vervolgde langzaam zijn weg naar de top van de Husbandheuvel.

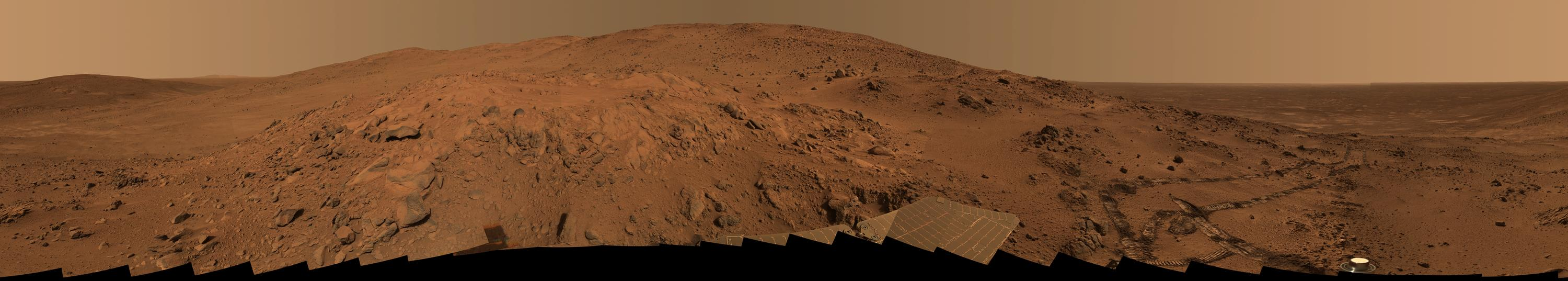
Panoramafoto in kleur vanaf "Larry's Lookout" (eind februari 2005). Geheel links is "Tennessee Valley" en aan de rechterkant zijn de sporen van de Spirit te zien.

In 2005 ontdekte de Spirit bij bodemonderzoek het gebied "Paso Robles" met de hoogste zoutconcentratie die op Mars is gevonden. Het zout bevatte een grote hoeveelheid fosfor. De wetenschappers veronderstelden dat de verklaring lag in de aanwezigheid van water in het verleden.

### Stofhozen
Op 9 maart 2005 steeg de effectiviteit van de zonnepanelen van de Spirit van 60% naar 93%. De dag erna werden, voor het eerst tijdens de missie, stofhozen waargenomen. Wetenschappers van NASA veronderstelden dat een stofhoos de zonnepanelen moest hebben schoongeveegd. De functionaliteit van het robotwagentje nam toe en de levensduur werd erdoor verlengd.
Op 21 augustus bereikte de Spirit de top van de Husbandheuvel en nam vandaar een panoramafoto van 350 graden.
In februari 2006 bereikte de Spirit een gebied genaamd Home Plate. In 2007 verbleef het karretje enkele maanden op dit plateau.

### Een kapot wiel
Op 16 maart 2006 bleek dat er in een van de voorste wielen, die al een tijdje voor problemen zorgde, helemaal geen beweging meer zat. Toch kon Spirit zijn tocht naar de McCoolheuvel voortzetten, omdat de missieleiding het wagentje achteruit liet rijden, waarbij het zijn kapotte wiel meesleepte. Eind maart bereikte de Spirit echter een gebied met een zachte bodem, wat de tocht naar de McCoolheuvel bemoeilijkte. De pogingen om dat doel te bereiken werden gestaakt en het marswagentje werd op 9 april geparkeerd op een nabij gelegen richel, Low Ridge Haven (letterlijk Toevluchtsoord Lage Richel).
Het energieniveau was zeer laag vanwege de winterperiode op Mars en het robotwagentje bleef acht maanden lang stilstaan op de richel. Wel bleef de robot de omgeving observeren. Twee stenen leken wat betreft chemische samenstelling overeen te komen met de Meridiani Planum meteoriet die door Mars Exploration Rover de Opportunity was gevonden.

### Nieuwe software
In januari 2007, 3 jaar na hun landing, kregen beide Mars Exploration Rovers nieuwe software. De robotwagens konden hiermee beslissen of ze een foto wel of niet zouden opsturen en of ze hun robotarm wel of niet zouden gebruiken bij het onderzoeken van stenen. Dit spaarde veel tijd voor de onderzoekers.

### Stoom of hete bronnen

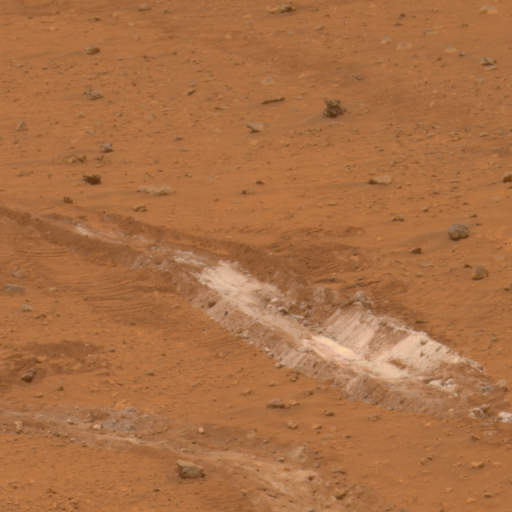
Het spoor van de Spirit legt een silica-rijke laag bloot.

Er bleek ook een gunstige kant te zitten aan het kapotte wiel van de Spirit. Doordat hij het wiel achter zich aan had gesleept, was daar de bovenste laag van de oppervlakte van Mars afgeschraapt. Daarbij was een dieper gelegen laag van de grond bloot komen te liggen. Wetenschappers zagen hierin aanwijzingen dat er in het verleden een milieu is geweest dat geschikt was voor microbiologisch leven. Het komt overeen met plekken op aarde waar water of stoom van hete bronnen in aanraking kwam met vulkanisch gesteente. Op aarde wemelt het op zulke plekken gewoonlijk van de bacteriën.
Het gebied was daarnaast zeer rijk aan silica (het hoofdbestanddeel voor glas). Er zijn twee hypothesen hoe dit glanzende materiaal daar is gekomen. Ofwel de afzettingen zijn ontstaan doordat heet water de silica oploste en meevoerde; ofwel zuur stoom dat uit spleten omhoog kwam, loste de mineralen op en liet silica achter. Beide hypothesen wijzen hoe dan ook op de leefbaarheid op Mars in vroeger tijden. Warm water zorgt voor een omgeving waarin microben gedijen en de neerslag van silica conserveert ze.

### Zandstormen
In juni 2007 begon een periode van zware stofstormen (Mars kent een zesjarige stormcyclus) en zowel Opportunity als Spirit liepen het gevaar dat hun systemen zouden uitvallen door gebrek aan energie. Het stof hield zo'n 99 procent van het zonlicht tegen. De batterijen dreigden leeg te raken, waardoor belangrijke elementen uit konden vallen door de intense kou. De Spirit werd in de laagste verbruiksstand gezet. Vanaf augustus begonnen de batterijen weer op te laden.
Ook in 2008 leverden de zandstormen grote problemen op en lange periodes waarin communicatie moeizaam verliep. Van 29 november tot 13 december was er opnieuw een conjunctie, waardoor de communicatie met beide Mars Exploration Rovers onmogelijk was.
In februari en april werden de zonnepanelen verschillende keren (gedeeltelijk) schoongeblazen door wind. Hierdoor kwam de energieopwekking weer op ongeveer halve kracht en de Spirit ging na lange tijd weer rijden.

### Vastgelopen

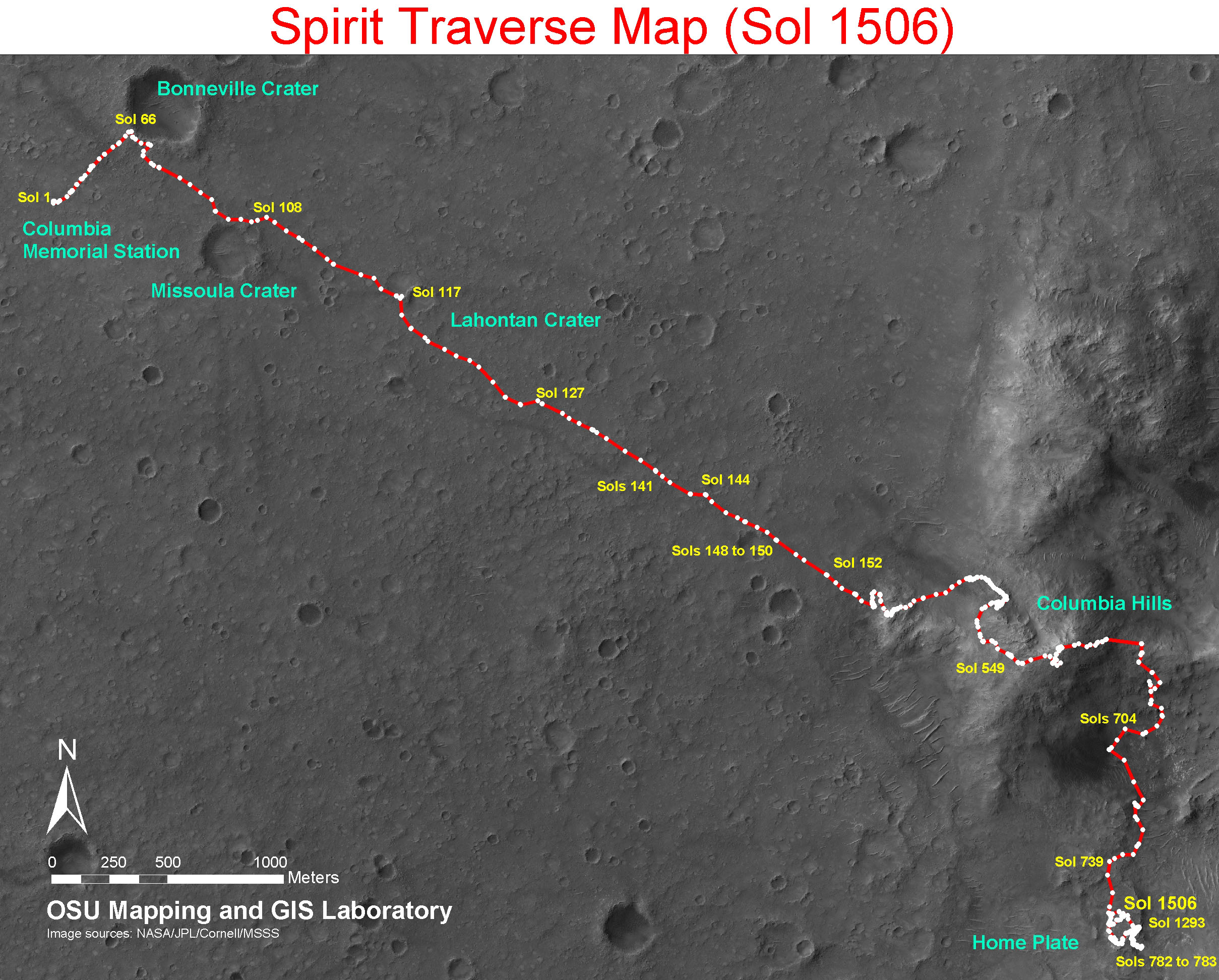
Plattegrond van het traject dat de Spirit heeft afgelegd tot 2 april 2008 (sol 1506). Klik op de afbeelding voor een vergroting. De landingsplaats ligt linksboven.

Op 1 mei 2009 kwam het robotwagentje vast te zitten in zachte grond. De bovenste laag, die er normaal uitzag, bleek maar zeer dun te zijn en daaronder zat een mengsel van ijzer(III)sulfaat. Dat is een zeer losse, poederachtige stof waar de wielen moeilijk grip op konden krijgen. De wetenschappers deden proeven met een schaalmodel van de robot en met computersimulaties om uit te zoeken hoe ze het karretje weer op weg konden helpen. Bij de experimenten met het schaalmodel was het moeilijk om rekening te houden met de lage zwaartekracht en de zwakke atmosferische druk op Mars. Hierom werd een lichtere versie van het robotwagentje gebruikt.
In december werden verschillende pogingen gedaan. Het was nodig om het wagentje weer in beweging te krijgen, om hem op een lichte helling te zetten tijdens de winterperiode op Mars. Alleen dan konden de zonnepanelen voldoende licht opvangen om de temperatuur niet te veel te laten dalen en de robot in werking te houden. Anders zou de Spirit in mei 2010 definitief inactief worden.
De pogingen mislukten en in januari 2010 besloot NASA de mobiele robotmissie te beëindigen en de Spirit om te dopen in een immobiel onderzoeksstation. Wel werd nog gepoogd de Spirit te draaien naar de meest geschikte stand tot de zon, zodat basale systemen in werking zouden blijven tijdens de winter. Het wagentje bleef echter plat staan, waardoor de binnentemperatuur zeker lager zou worden dan de -40 graden.

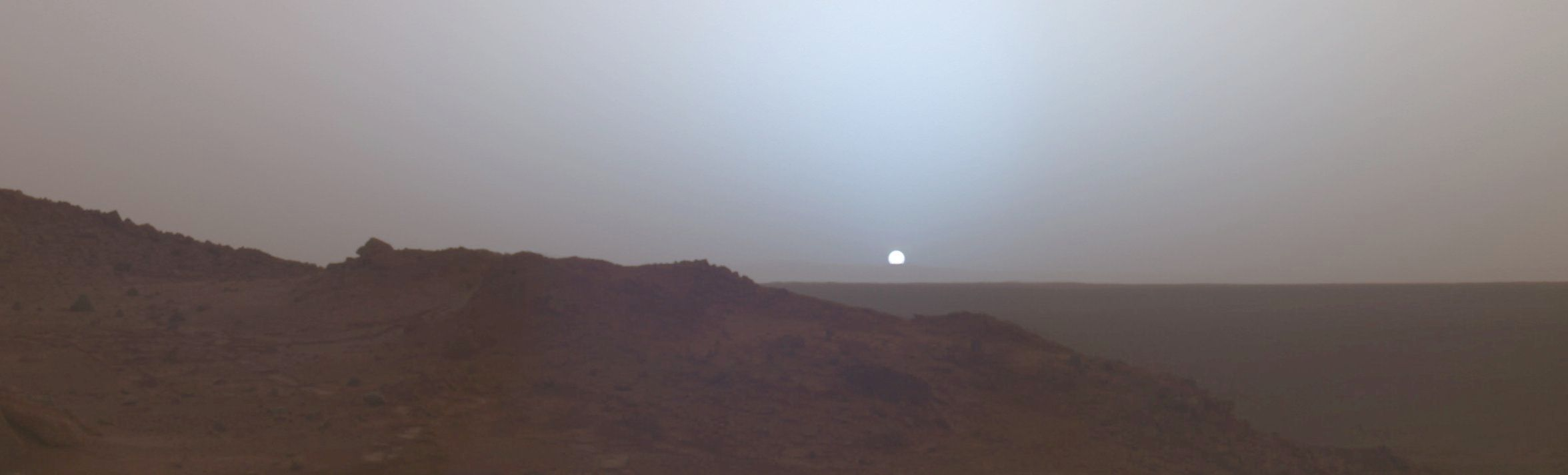
Zonsondergang op Mars (Gusevkrater, 2005).

### Laatste communicatie en einde missie
De laatste communicatie met de Spirit was op 22 maart 2010 (sol 2210). Ruim een jaar lang bleef NASA proberen contact te leggen met de Spirit. Men hoopte dat de zonnepanelen misschien nog zouden worden schoongeblazen en de batterijen toch nog zouden opladen. Op 25 mei 2011 werd de missie beëindigd. Men besloot dat de voorzieningen die vruchteloos voor Spirit in stand werden gehouden, zouden worden overgeheveld naar NASA's nieuwe model marswagen, de Curiosity. Deze werd op 26 november 2011 naar Mars gelanceerd.
De totale afstand van de afgelegde weg (odometrie) van de Spirit was op 1 februari 2010 7.730,48 meter.

### Andere missies in NASA's Mars Exploration Program
- Vikingprogramma
- Mars Pathfinder en Sojourner
- Mars Science Laboratory de Curiosity

### Ruimtevaart naar Mars
- Ruimtevaart naar Mars
- Lijst van ruimtevluchten naar Mars